# Denaby Main
Denaby Main est un village du district métropolitain de Doncaster, dans le Yorkshire du Sud en Angleterre.